# Pseudodiaptomus binghami
Pseudodiaptomus binghami is een eenoogkreeftjessoort uit de familie van de Pseudodiaptomidae. De wetenschappelijke naam van de soort is voor het eerst geldig gepubliceerd in 1912 door Sewell.